# Lough Tay

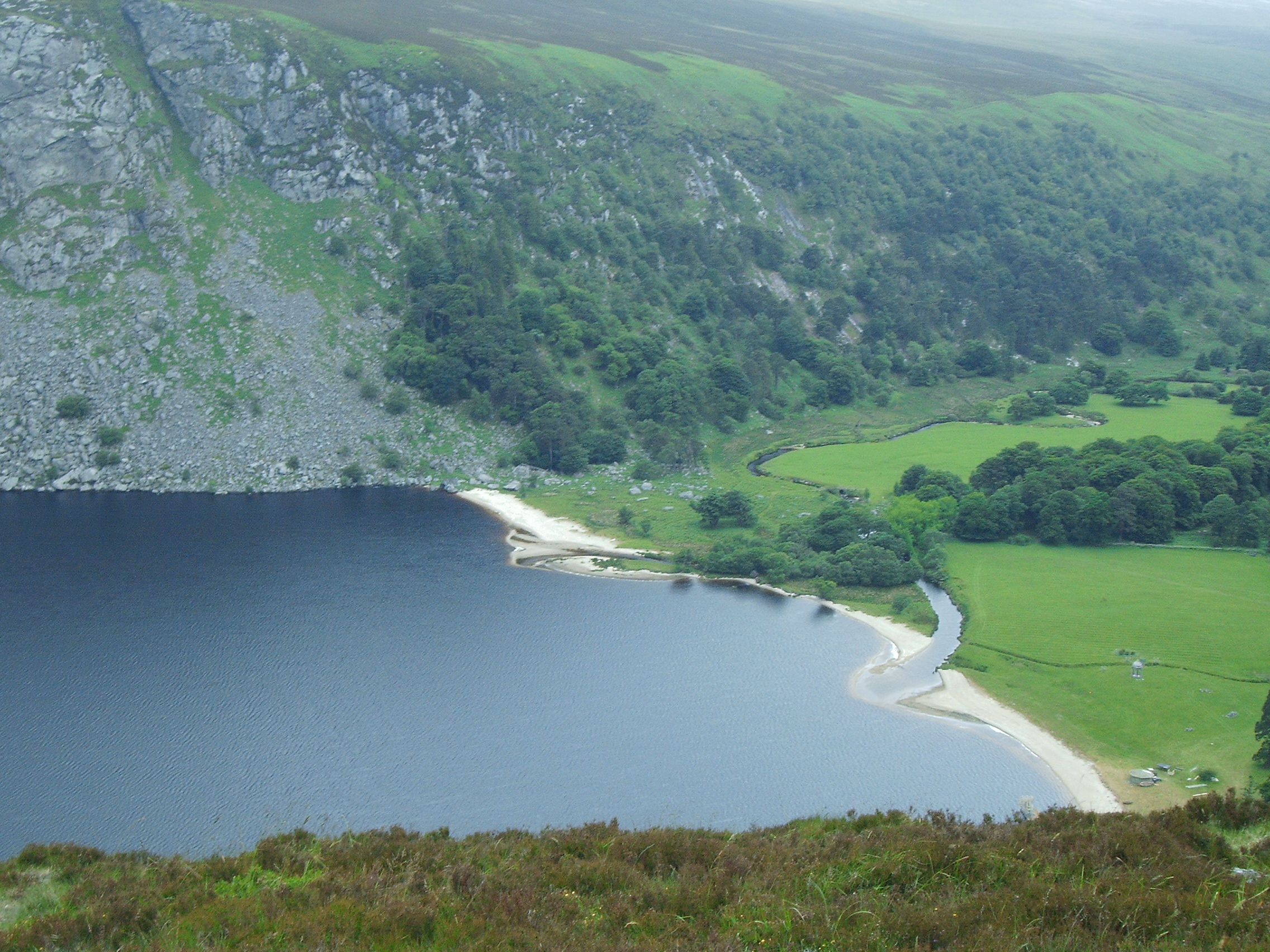
Lough Tays norra strand.

Lough Tay är en liten sjö som ligger i Wicklowbergen i grevskapet Wicklow på Irland, mellan bergen Djouce och Luggala. Den får sitt vatten från floden Cloghoge. 
Till yta är sjön ganska liten, men den är ett populärt utflyktsmål för vandrare och turister, då utsikten över sjön från den förbipasserande väg R759 eller vandringsleden Wicklow Way är känd för sina slående naturscenerier. 
Själva sjön brukar ofta till form och färg sägas likna ett glas med Guinness, eftersom dess vatten är ganska mörkt och dess norra strand till stor del består av vit sand, vilket ovanifrån sett ger intrycket av en skumkrona. Sjön omnämns populärt också som Guinness Lake. 
Denna strandlinje är dock inte naturlig, utan sanden har importerats av markägarna, som hör till Guinnessfamiljen.

## Referenser

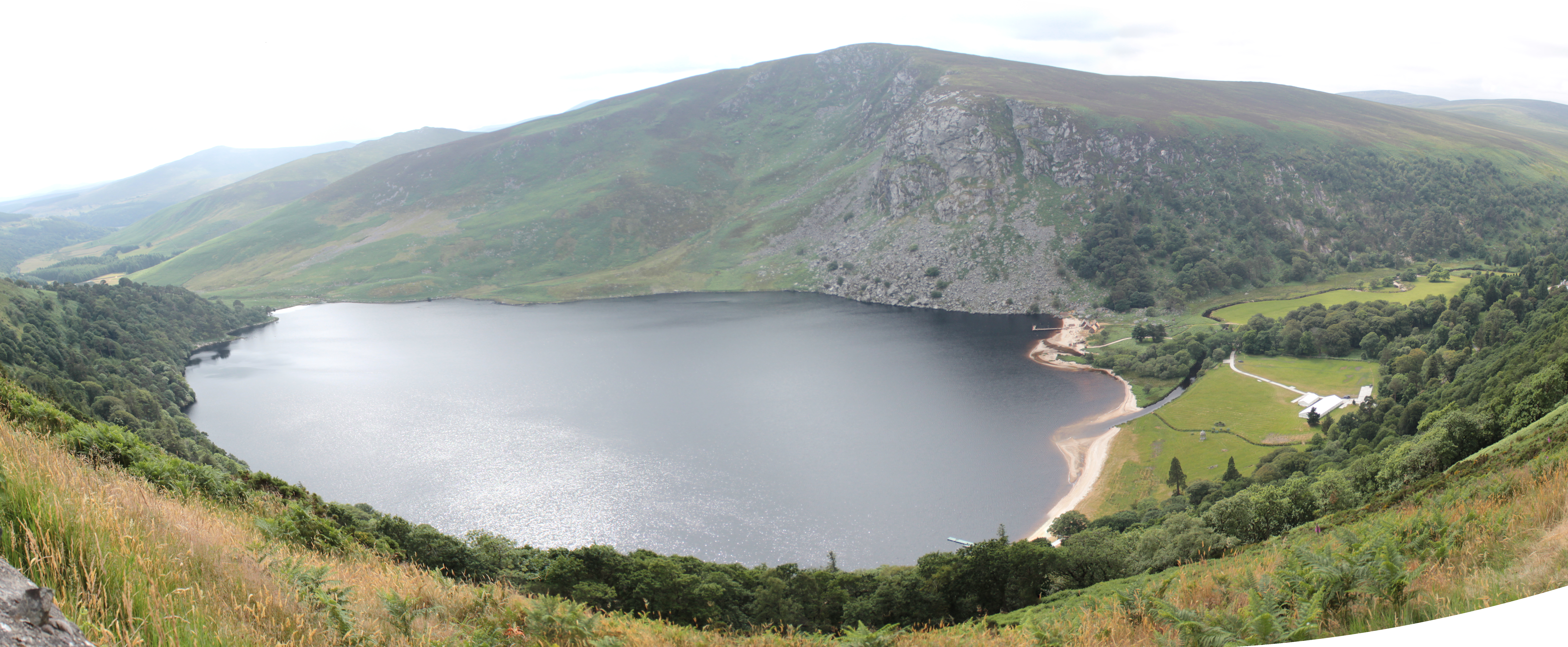